# Ікомасов Анатолій Костянтинович
Анатолій Костянтинович Ікомасов (21 жовтня 1911, село Баймаково Самарської губернії, тепер Бугурусланського району Оренбурзької області, Російська Федерація — 3 січня 1988, місто Москва, тепер Російська Федерація) — радянський державний діяч, міністр промисловості будівельних матеріалів РРФСР. Депутат Верховної ради СРСР 5—6-го скликань. Депутат Верховної ради РРФСР 7—8-го скликань.

## Життєпис
Народився в селянській родині. З 1926 року працював креслярем, гідротехніком, виконробом Семипалатинського окружного земельного управління Казахської АРСР. Закінчив курси десятників-гідротехніків.
У 1937 році закінчив гідротехнічний факультет Омського сільськогосподарського інституту, здобув спеціальність інженера-гідротехніка.
У 1937—1939 роках працював у Східно-Казахстанському обласному управлінні водного господарства, у Народному комісаріаті радгоспів Казахської РСР, був старшим інженером тресту «Казрадгоспміліоводбуд» в Алма-Аті.
З жовтня 1939 до жовтня 1945 року — в Червоній армії. Учасник німецько-радянської війни з 1941 року. Служив командиром 1-ї роти та помічником командира 140-го окремого саперного батальйону в складі 9-ї Пластунської стрілецької дивізії РСЧА. Воював на Північно-Кавказькому, 1-му та 4-му Українських фронтах.
Член ВКП(б) з 1942 року.
У 1945—1948 роках — начальник будівельної дільниці будівництва Алма-Атинської гідроелектростанції Казахської РСР.
У 1948—1954 роках — начальник будівельної дільниці, начальник управління, заступник начальника будівництва Камської гідроелектростанції.
У 1954—1956 роках — начальник управління будівництва Камської гідроелектростанції.
У 1956—1963 роках — начальник управління будівництва Воткінської гідроелектростанції Пермської області.
У 1963—1965 роках — начальник «Головзахідуралбуду» РРФСР.
23 жовтня 1965 — 18 лютого 1972 року — міністр промисловості будівельних матеріалів РРФСР.
З лютого 1972 року — персональний пенсіонер у Москві.
Помер 3 січня 1988 року в Москві.

## Звання
- молодший лейтенант
- лейтенант
- капітан
- майор

## Нагороди та відзнаки
- орден Леніна
- орден Жовтневої Революції
- два ордени Вітчизняної війни І ст. (2.06.1945, 6.04.1985)
- орден Вітчизняної війни ІІ ст. (3.05.1945)
- орден Трудового Червоного Прапора
- медаль «За бойові заслуги» (3.03.1943)
- медаль «За оборону Кавказу» (1.05.1944)
- медаль «За перемогу над Німеччиною у Великій Вітчизняній війні 1941—1945 рр.» (1945)
- медалі